# Thise
 Thise  es una población y comuna francesa, en la región de Franco Condado, departamento de Doubs, en el distrito de Besançon y cantón de Marchaux.

## Demografía
| 667 | 1000 | 1615 | 2554 | 2856 | 3036 |
| Para los censos de 1962 a 1999 la población legal corresponde a la población sin duplicidades (Fuente: INSEE [Consultar]) |      |      |      |      |      |